# Sušice (Postupice)
Sušice je osada, část obce Postupice v okrese Benešov. Nachází se 2 km na sever od Postupic. V roce 2009 zde byly evidovány čtyři adresy. Sušice leží v katastrálním území Jemniště o výměře 2,94 km².

## Historie
První písemná zmínka o vesnici pochází z roku 1654.

## Další fotografie

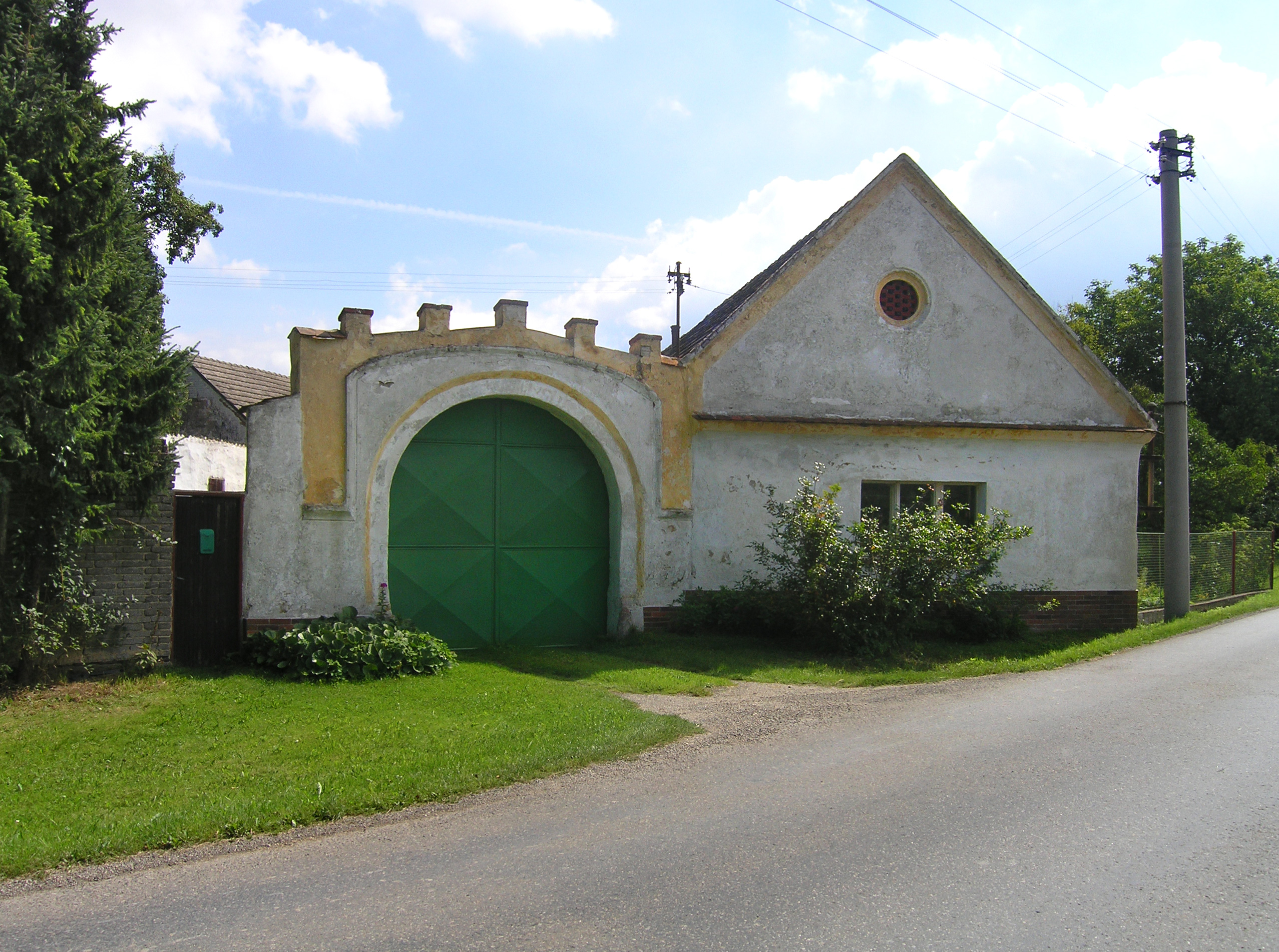
Brána statku
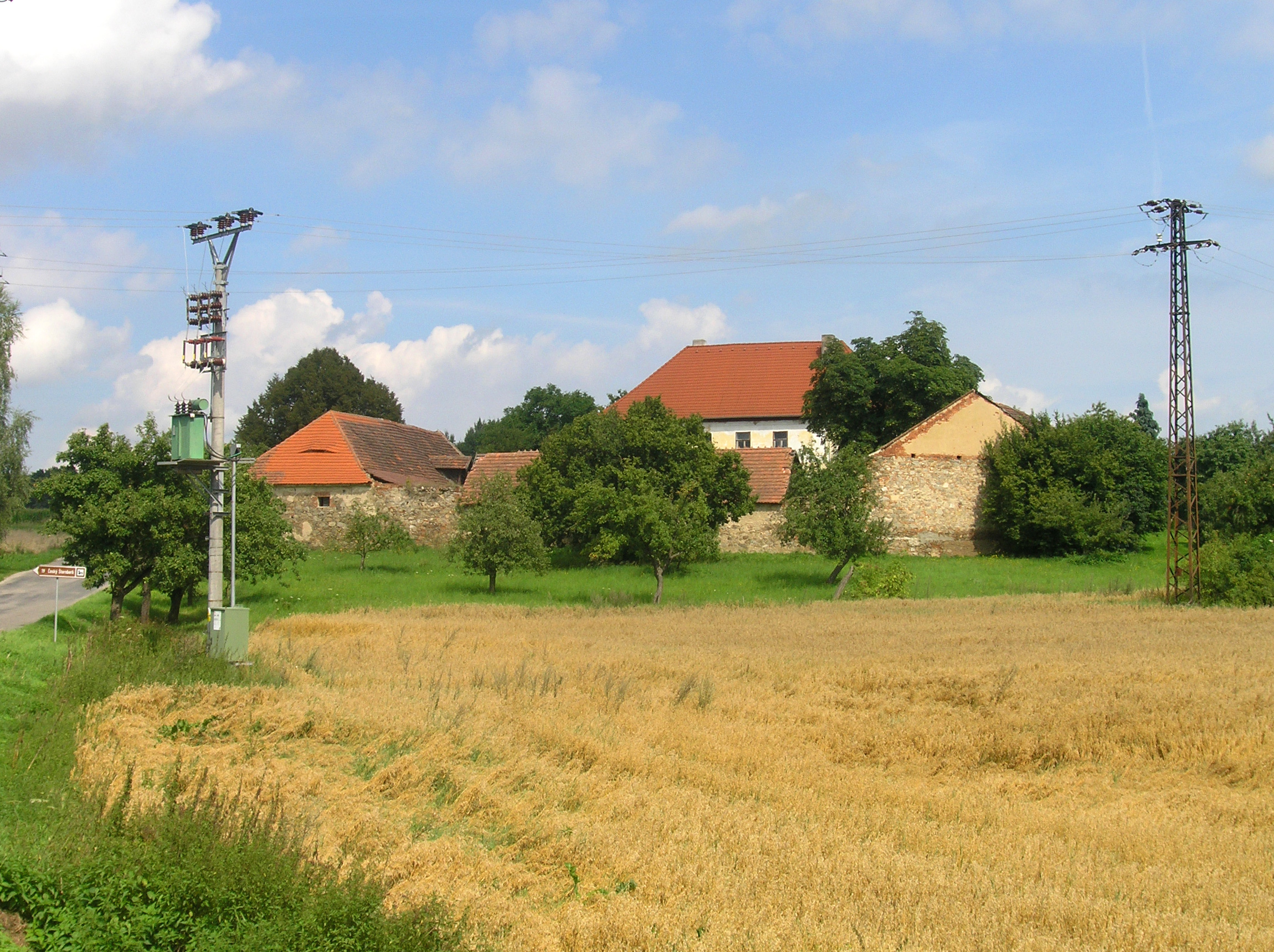
Bývalý dvůr u hlavní silnice